# Emmy Raver-Lampman
Emmy Raver-Lampman nasceu em Norfolk, Virgínia a 5 de setembro de 1988) é uma atriz e cantora americana. 

## Biografia
Emmy nasceu e foi criada em Norfolk, Virgínia. Ela é filha única de Sharon, uma professora da Old Dominion University, e Greg, um escritor e professor. Frequentou no ensino médio uma escola de artes cênicas, a Governor's School for the Arts, bem como a Maury High em Norfolk. Frequentou o Marymount Manhattan College em Nova Iorque onde se graduou com um BA em Teatro em 2012.
Ela começou a carreira no teatro musical e se apresentou em várias produções da Broadway e de turnês nacionais, incluindo Hair, Jekyll & Hyde, Wicked e Hamilton. Ficou mais conhecida ao interpretar Allison Hargreeves na série da Netflix The Umbrella Academy.